# 下罗村
下罗村，是中华人民共和国广东省广州市从化区江埔街道所辖的一个行政村。村委会设在下罗沙，位于江埔街道南面约4千米处。明朝末期，此地居住的最早居民为罗氏家族，此地当时称罗屋。由于此地两侧为山脉，中间是谷地，因而得名罗洞。罗洞区域内设有上下两个约所，上方称“罗溪约所”，下方称“沙广约所”。1949年开展地方建政工作，取两个约所名称首字，将此地命名为罗沙乡。1958年人民公社化时成立下罗大队，因在罗洞之下而得名。1983年12月改称乡，1987年1月改称村。辖11条自然村（新塘、三家围、白石岗、东庄、龙田、瓦窑岗、东成、忠信、东升、招田、围仔）。1998年时，全村共有537户，人口2621人。